# PPȘ-41
Pistolul-mitralieră PPȘ-41 (Pistolet-Pulemyot Shpagina) a fost una din cele mai produse arme din categoria sa din al Doilea Război Mondial. A fost dezvoltat de către Georgi Șpaghin ca alternativă la pistolul-mitralieră PPD-40. Pistolul-mitralieră PPȘ-41 se baza pe principiul reculului, era dotat cu un încărcător-sector de 35 de cartușe sau un încărcător-tambur cu 71 de cartușe, și folosea cartușe de calibrul 7,62x25mm. Fiind asamblată din piese ștanțate pentru facilitarea producției și dotată cu cameră și culată cromată, arma necesita foarte puțină întreținere pe câmpul de luptă. În timpul războiului, trupele române au folosit exemplare capturate. După război, România a achiziționat pistoale-mitralieră PPȘ-41 din URSS și a fabricat sub licență acest model în anii 1950.